# Video Action
A Video Action (a borító írásmódja szerint VIDEO ACTION) a Scandal japán együttes első videóklip-gyűjteménye, amely 2011. szeptember 28-án jelent meg Blu-ray disc és DVD formátumokban az Epic Records Japan kiadó gondozásában. A kiadvány az együttes szinte összes videóklipjét tartalmazza az első kislemezüktől, a Space Rangertől a Love Survive-ig, kiegészítve a zenekar szólógitárosa, Mami és basszusgitárosa, Tomomi Dobondobondo (どぼんどぼんど) név alatt előadott Dobondobondo no Theme videójával. A lemez az Oricon zenei DVD eladási listáján második, az összesített DVD listáján a kilencedik, míg az összesített Blu-ray listáján az ötödik helyen mutatkozott be. A kiadvány utódja, a Video Action 2 2016. december 21-én jelent meg.

## Számlista
1. Love Survive
2. Haruka (ハルカ?, ’Távolság’)
3. Pride
4. Scandal nanka buttobasze (スキャンダルなんかブッ飛ばせ?)
5. Namida no Regret (涙のリグレット?, ’A megbánás könnycseppjei’)
6. Taijó to kimi ga egaku Story (太陽と君が描くSTORY?, ’A történet, amit te és a Nap rajzolt’)
7. Sunkan Sentimental (瞬間センチメンタル?, ’Érzelmes pillanat’)
8. Jumemiru cubasza (夢見るつばさ?, ’Álmok szárnyán’)
9. BEAUTeen!!
10. Sódzso S (少女S?, ’Lányok’)
11. Sakura Goodbye (SAKURAグッバイ?, ’Viszlát, cseresznyevirág!’)
12. Doll
13. Koi mojó (恋模様?, ’Szerelemminta’)
14. Space Ranger (スペースレンジャー?)
15. Dobondobondo no Theme (どぼんどぼんどのテーマ?)
16. Koshi-Tantan (Motion Capture Anime ver) (KOSHI-TANTAN（モーションキャプチャー・アニメver）?)